# Grégory Coupet
Grégory Coupet (nascut el 31 de desembre del 1972 a Lo Puèi de Velai) és un futbolista francès ja retirat.

## Clubs
| Club                   | País    | Any        |
| ---------------------- | ------- | ---------- |
| AS Saint-Étienne       | França  | 1993-1996  |
| Olympique de Lió       | França  | 1997-2008  |
| Atlètic de Madrid      | Espanya | 2008- 2009 |
| Paris Saint-Germain FC | França  | 2009-2011  |

## Palmarès

### Campionats nacionals
| Títol                        | Club             | País   | Any  |
| ---------------------------- | ---------------- | ------ | ---- |
| Copa de França               | Olympique de Lió | França | 2001 |
| Ligue 1                      | Olympique de Lió | França | 2002 |
| Supercopa francesa de futbol | Olympique de Lió | França | 2002 |
| Ligue 1                      | Olympique de Lió | França | 2003 |
| Supercopa francesa de futbol | Olympique de Lió | França | 2003 |
| Ligue 1                      | Olympique de Lió | França | 2004 |
| Supercopa francesa de futbol | Olympique de Lió | França | 2004 |
| Ligue 1                      | Olympique de Lió | França | 2005 |
| Supercopa francesa de futbol | Olympique de Lió | França | 2005 |
| Ligue 1                      | Olympique de Lió | França | 2006 |
| Supercopa francesa de futbol | Olympique de Lió | França | 2006 |
| Ligue 1                      | Olympique de Lió | França | 2007 |
| Supercopa francesa de futbol | Olympique de Lió | França | 2007 |
| Ligue 1                      | Olympique de Lió | França | 2008 |

### Copes internacionals
| Títol                     | Club (*)           | País   | Any  |
| ------------------------- | ------------------ | ------ | ---- |
| Copa Intertoto de la UEFA | Olympique de Lió   | França | 1997 |
| Copa FIFA Confederacions  | Selecció de França | França | 2003 |

(*) Inclou la Selecció